# 多婁王
多婁王（?—77年，29年－77年在位），百濟第二代王，為首代王溫祚王之長子。
《三國史記》記載，多婁王在位期間與北邊的靺鞨仍多有征戰。中後期將領土擴張至娘子城附近，開始不斷向新羅用兵。曾兩度攻克新羅的蛙山城，但最後都為新羅所收復。